# North Hills (Nova York)
North Hills és una població dels Estats Units a l'estat de Nova York. Segons el cens del 2000 tenia 4.301 habitants.

## Demografia
Segons el cens del 2000, North Hills tenia 4.301 habitants, 1.808 habitatges, i 1.424 famílies. La densitat de població era de 595,2 habitants per km².
Dels 1.808 habitatges en un 19% hi vivien nens de menys de 18 anys, en un 73,5% hi vivien parelles casades, en un 3,8% dones solteres, i en un 21,2% no eren unitats familiars. En el 18,1% dels habitatges hi vivien persones soles el 9,2% de les quals corresponia a persones de 65 anys o més que vivien soles. El nombre mitjà de persones vivint en cada habitatge era de 2,37 i el nombre mitjà de persones que vivien en cada família era de 2,66.
Per edats la població es repartia de la següent manera: un 14,5% tenia menys de 18 anys, un 4% entre 18 i 24, un 17,2% entre 25 i 44, un 36,9% de 45 a 60 i un 27,3% 65 anys o més.
L'edat mediana era de 54 anys. Per cada 100 dones de 18 o més anys hi havia 89,1 homes.
La renda mediana per habitatge era de 149.122 $ i la renda mediana per família de 184.223 $. Els homes tenien una renda mediana de 100.000 $ mentre que les dones 60.789 $. La renda per capita de la població era de 100.093 $. Entorn del 3,4% de les famílies i el 6,3% de la població estaven per davall del llindar de pobresa.